# Mujer con pantalones
Mujer con pantalones est une telenovela tournée au Vénézuéla, produite et diffusée par la chaîne RCTV en 2004 et en 2005, sur une idée originale de Julio César Mármol et écrite par (fils). Les acteurs principaux sont Marlene De Andrade et Mark Tacher, Winston Vallenilla et Alfonso Medina, avec la participation antagoniste de Eduardo Orozco.

## Synopsis
Micel travaille pendant deux semaines incognito dans l'entreprise de son père et a un amoureux. Il s'appelle Juan José et est son supérieur hiérarchique. Mais Juan José ne sait pas qu'elle est en réalité Micel Torrealba et encore moins qu'elle est là sous le nom de María Suárez parce que Vladimir, son frère aîné, extorque des fonds aux agriculteurs de la région.

## Distribution
- Marlene De Andrade : María Isabel Torrealba, dite Micel[1]
- Mark Tacher : Salvador Diego Vega Andonegui[2]
- Alfonso Medina : Neptalí Moreno Michel
- Winston Vallenilla : Juan José Rondón
- Daniel Alvarado : Pedro Pablo Torrealba
- Julie Restifo : Cristina Galué de Torrealba
- Wanda D'Isidoro : Leticia Hewson
- Eduardo Orozco : Vladimir Torrealba Galué
- Jalymar Salomón : Paulina Torrealba Galué
- Flor Elena González : Candelaria de Lisboa
- Margarita Hernández : Teresa "Teresita" Galué
- Aura Rivas : María Benita Guerra
- Javier Valcárcel : José Gregorio "Goyo" Lisboa
- Yajaira Orta : Doña Dulia Andonegui
- Mirtha Pérez : Tibaide Rondón
- Estefanía López : Fernanda Rondón
- Aileen Celeste : Esther Paulini
- Paula Bevilacqua : Amaranta Torrealba Galué
- Oscar Cabrera : Alfredito Lisboa
- Cristal Avilera : Clementina
- Crisbel Henríquez : Eliana Contreras
- Andreína Álvarez : Linda Bombón
- Marcos Campos : Evaristo Lisboa
- Jeanette Flores : Camila Briceño, dite Camilita
- José Ángel Ávila : José María Estupiñán
- César Bencid : Toribio Bertoloto
- Simón Gómez : Gerardo Enrique Rondón
- Andreína Mazzeo : Coromoto Olivares
- Christian Chividatte : Eusebio Montiel
- Sheyene Gerardi : Guillermina Pérez
- María Gabriela Maldonado : Daniela Romero
- Carlos Arreaza : Armando López
- Deyalit López : Lorena
- Abril Schreiber
- Miguel Gutiérrez
- Daniel Chelini
- Mónica Pasqualotto
- Juan Pablo Raba (en) : Daniel